# Cuntry Boner
Cuntry Boner es un sencillo lanzado por Puscifer, éste fue el primer trabajo de estudio que fue lanzado a la venta por el proyecto en solitario del también cantante de las bandas A Perfect Circle y Tool, Maynard James Keenan. A pesar de ser un sencillo de tan solo dos canciones, ninguna de ellas apareció en “V” Is for Vagina, el primer álbum de estudio de Puscifer.

## Contenido
Una de las canciones, "Cuntry Boner" era originalmente una canción grabada por Electric Sheep, una banda de punk de la cual formaban parte Adam Jones y Tom Morello.
El 6 de diciembre de 2007, Maynard James Keenan publicó una actualización en el sitio web oficial de Puscifer mencionando que el sencillo había aparecido en la posición #10 en el Billboard Hot 100 en ventas, así como en el ranking #1 en el Billboard Hot Dance Singles Sales. En mayo de 2008, "Cuntry Boner" se mantuvo en la lista Hot 100 Singles Chart de ventas (que mide la popularidad de la música por las ventas de CD singles) durante 23 semanas, alcanzando el puesto #6. Un video de una presentación en vivo de "Boner Cuntry" está disponible en YouTube, y otra en la imprenta donde se realizó la tapa del sencillo.
Dos versiones remixadas de la canción "Cuntry Boner" - "Cuntry Boner (Dirty Robot Mix)" y "Cuntry Boner (Disco Viagra Mix)" -, aparecieron en 2008 en el álbum de remixes, “V” Is for Viagra. The Remixes.

## Lista de canciones
| N.º | Título                                                               | Duración |  |
| 1.  | «"Cuntry Boner" (Evil Joe Barresi Mix)» ((Chris George, T. Morello)) | 3:56     |  |
| 2.  | «"World Up My Ass" (Alan Moulder Mix)» ((K. Morris, R. Dowding))     | 2:39     |  |